# Helcystogramma klimeschi
Helcystogramma klimeschi is een vlinder uit de familie tastermotten (Gelechiidae). De wetenschappelijke naam is voor het eerst geldig gepubliceerd in 2001 door Ponomarenko & Huemer.
De soort komt voor in Europa.